# 丹麦岛

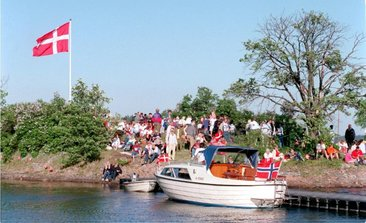
丹麦人来到丹麦岛庆祝丹麦宪法日（6月5日）。

丹麦岛（挪威語：Danmark，意即丹麦），是位于挪威貝魯姆市桑維卡镇近郊的一座岛屿。

## 名字
丹麦岛缘何得名如今已难以考究 ，但这确实源自于挪威人对丹麦国土的善意玩笑。正如丹麦本土，丹麦岛面积较小且地势平坦，同样位于贝鲁姆市南方外海以南。早在1814年丹麦-挪威联合王国解散之前，丹麦岛就已得名，并且在1780年的一次领土转让中还被称作“名为丹麦的小小岛屿”（丹麥語：en lille ø kaldet Danmark）。